# Hôtel de Montchauvel
L'hôtel de Montchauvel est un hôtel particulier situé à Saint-Flour, dans le département du Cantal.

## Histoire
Il s'agit d'une bâtisse du XVIIIe siècle présentant une architecture sobre et des agencements typiques de ce genre d'hôtel, s'ouvrant à la fois sur la rue et sur une cour arrière. Les dépendances en brique datent du XIXe siècle. À l'intérieur, un escalier avec des balustres en bois du XVIIIe siècle et un salon orné dans le style Directoire sont présents. Ce style, rare dans la région, est utilisé de manière exceptionnelle ici, avec un décor en stuc original représentant notamment des masques du dieu Hermès.

## Protection
L’hôtel est inscrit au titre des monuments historiques par arrêté du 18 novembre 2002.